# Čunatundra
Čunatundra (rusky Чунатундра) je pohoří v Murmanské oblasti na poloostrově Kola v Rusku. Nachází se západně od jezera Imandra a navazuje na pohoří Mončetundra. Je tvořené sopečnými horninami.

## Vrcholy
Vrcholy jsou ploché a kamenité. Svahy pokrývají lesy. Nejvyšší hora Ebručorr dosahuje nadmořské výšky 1114 m. Další významné vrcholy jsou Kamlagčorr (1064 m), Yllčorr (940 m), Sejdnotčorr (806 m), Kerkčorr (886 m), Ruapňun (685 m).

## Vodstvo
Západním okrajem masivu protéká řeka Čuna. U úpatí hor se nachází množství jezer. Největší jsou Čunozero, Sejdjavr, Vite, Mjaskoje, Činglsjavr, Tujapjavr, Jeljavr.

## Ochrana přírody
Pohoří je součástí Laplandské rezervace.